# Александров-Серж, Александр Сергеевич
Александр Сергеевич Александров-Серж (настоящая фамилия Александров; (23.11.1892 — 17.03.1966) — русский, советский артист цирка, наездник, режиссёр, педагог. Заслуженный артист РСФСР (1939).

## Биография
Родился 23 ноября 1892 года в городе Благовещенск Амурской области в семье циркового предпринимателя, владельца цирка, цирковых площадок мещанина Александрова Сергея Алексеевича и его законной жены Евгении Фёдоровны Александровой-Серж (в девичестве Беллина), в Российской империи. 
С 6 лет начал выступать в цирке.
В 1917—1919 выступал в Петроградском цирке (Чинизелли) как наездник, эксцентрик и воздушный гимнаст («Трио Икар»). В 1919—1922 г. — актёр Театра народной комедии г. Петрограда. Играл роли требовавшие демонстрации цирковых трюков. Затем выступал в летних садах и на эстраде, преподавал акробатику в ФЭКС (творческое объединение в Петрограде в 1921—1924 г.г.).
С 1920 года — артист московского Театра народной комедии под руководством С. Э. Радлова. С 1922 года был преподавателем акробатики в ФЭКС. В 1924-25г. Александров-Серж создал новый по трюкам и композиции жокейский ансамбль. Исполнял акробатические номера на спине бегущей лошади. В 1925 г. снялся в кинофильме «Мишки против Юденича». В 1926 году снялся в фильме «333 несчастья».
В 1926 году вместе с младшим братом Константином организовал аттракцион «Братья Серж», где выполнял сложные жокейские акробатические трюки. Выступление ансамбля строилось на сочетании акробатики и жокейской езды, выполняемой на нескольких лошадях, бегущих одна за другой.
Среди лучших трюков: одновременный прыжок трёх наездников на спину бегущей лошади («тройной курс»); стойка верхнего на руках на голове партнёра, стоящего на крупе галопирующей лошади, «Русская тройка».
В традициях конной дрессировки Александров-Серж показывал различные номера высшей школы верховой езды. В 1929 году снялся в фильме «Мари-Кужер».
В 1930-х годах был руководителем коллектива артистов цирка. В 1938 году поставил пантомиму «Конек-Горбунок».
В 1939 году получил звание Заслуженный артист РСФСР.
В годы Великой Отечественной войны руководил цирковой бригадой, выступавшей на фронте, поставил пролог-парад «За Родину!». В 1945 году в г. Иваново организовал детскую конно-акробатическую студию из детей сирот, беспризорников из которых воспитал плеяду артистов цирка.
Александров-Серж внёс большой вклад в развитие российского конного цирка
В 1946 году Александр с сыновьями участвовал во Всесоюзном смотре цирковых коллективов и получил диплом 1 степени.
В 1950 году под его руководством был создан номер «Русская тройка», в котором демонстрировались элементы высшей школы верховой езды, жокейской работы и конной акробатики.
Умер во время выступления в цирке на Цветном бульваре, в Москве, 17 марта 1966 года. Похоронен на Ваганьковском кладбище (40 уч.).

## Награды
- Орден Трудового Красного Знамени (19 ноября 1939)[5].
- Орден «Знак Почёта» (9 октября 1958)[6].
- Медаль «За оборону Москвы».
- Заслуженный артист РСФСР (19 ноября 1939).

## Семья
- Жена — Татьяна Михайловна (1896—1947)
- Сын — Святослав Александрович Александров-Серж (1922—1984)
- Сын — Юрий Александрович Александров-Серж (1923—1992)
  - Внук — Святослав Юрьевич Александров-Серж (20.08.1951—17.06.2007)
+ Жена — Марина Николаевна Александрова-Серж (род. 06.12.1959 г.) — мастер спорта по спортивной гимнастике. В цирке работает с 1977 года.
    - Правнучка — Виолетта Святославовна Александрова-Серж (род. 22.10.1989 г.) Представитель пятого поколения династии Александровых-Серж.
      - Праправнук — Мирослав Андреевич Александров-Серж (род. 11.08.2012 г.) Шестое поколение династии.
      - Праправнук — Елисей Андреевич Александров-Серж (род. 2017 г.) Шестое поколение династии.
      - Праправнучка — Есения Андреевна Александрова-Серж (род. 24?.04.2024 г.) Шестое поколение династии.